# Symfonie nr. 6 (Hartmann)
Karl Amadeus Hartmann voltooide zijn Symfonie nr. 6 in 1953.
De symfonie grijpt net als bij symfonieën met een lager volgnummer terug op een ouder werk. In dit geval is dat Symphonie “L'Œuvre” (1938); vernoemd naar het werk "L'Œuvre" van Émile Zola. De roman gaat over een kunstenaar in zelfgekozen isolement; een parallel met Hartmanns leven tijdens het nazi-regime.
De symfonie bestaat uit twee delen (die in L’Œuvre andersom genoteerd waren):
1. Adagio;
2. Toccata

Challenge Records vermeldde over deze symfonie, dat die inconsistentie liet zien; hetgeen zich in zijn latere symfonieën zou herhalen. Ze vonden tekenen van neoclassicisme in het werk. Tegelijkertijd vonden ze dat het een weerwoord was op al te veel moderniteiten, die bijvoorbeeld te horen zijn in werken van Igor Strawinsky (Le sacre du printemps, nog aangehaald in Symfonie nr. 5), Gustav Mahler (finale Symfonie nr. 6) en Alban Berg (Drie orkeststukken opus 6). 
Het werk ging op 24 april 1953 in première bij het Symphonieorchester des Bayerischen Rundfunks onder leiding van Eugen Jochum. Nederland volgde “pas” op 7 december 1961, toen het op de lessenaar stond van het Utrechts Symfonie Orkest onder leiding van Frits Knol. De symfonie ging wel de gehele wereld over met uitvoeringen in San Francisco en Tokio onder leiding van Ingo Metzmacher (promotor van Karlmanns muziek). Het werk is viermaal te horen geweest in het Koninklijk Concertgebouw in Amsterdam. In 2009 leidde Ed Spanjaard tweemaal een uitvoering van het Koninklijk Concertgebouworkest, nadat in 2005 het Radio Filharmonisch Orkest (RFO) het speelde onder Metzmacher. De uitgave van Challenge Records is een registratie van de uitvoering van het RFO onder leiding van Christoph Poppen op 11 mei 2013; een uitvoering in het kader van de NTR matinee.  
Na zijn Symfonie nr. 5 schreef Hartmann het werk weer voor groot orkest:
- 3 dwarsfluiten (III ook piccolo), 3 hobo’s (III ook althobo), 3 klarinetten (III ook basklarinet), 2 fagotten, 1 contrafagot
- 4 hoorns, 3 trompetten, 3 trombones, 1 tuba
- pauken, 6 man/vrouw percussie, mandoline, harp, celesta, (vierhandig) piano
- violen, altviolen, celli, contrabassen